# Paralimnophila shewani
Paralimnophila shewani là một loài ruồi trong họ Limoniidae. Chúng phân bố ở miền Australasia.